# Блок 30
Блок 30 је део Градске општине Нови Београд и спада у једно од најстаријих насеља у овој општини.

## Положај
Налази се на атрактивној и веома повољној локацији. Његов положај својим становницима пружа могућност брзог и једноставног одласка на било коју локацију у граду. Правоугаоног је облика и североисточну границу чини Булевар Михајла Пупина кроз који пролази више аутобуса ГСП-а. Југозападну границу чини Булевар Зорана Ђинђића кроз који такође пролази линија градског саобраћајног превоза. Североисточну границу представља Булевар уметности, а југоисточну границу чини улица Шпанских бораца..

## О блоку
У самом блоку 30 налази се 37 стамбених зграда од којих су већина петоспратнице и има их тачно 30. Свака стамбена зграда има плато са украсним жардињерама и клупицама где се деца и старији људи могу окупљати по лепом времену. У склопу сваке зграде налази се подземна гаража.
За спортске активности постоје три уређена и реновирана спортска игралишта на којима се може играти кошарка и фудбал . Такође постоје и више бетонских игралишта са тобоганима за децу. За одвијање квалитетнијег живота и рада постоје више прехрамбених продавница, дисконта, салона лепоте, кафића и ресторана. Такође постоје и финансијске институције попут поште и банака.
У блоку 30 смештена је месна заједница Дунавски кеј..

## Изградња
Изградња Блока 30 почела је 1967. године.
Пројектант блока је био награђивани београдски архитекта Урош Мартиновић 1918-2004.
У изградњи су учествовала предузећа Дом,7. јули и Хидротехника из Београда, као и Бетон из Новог сада
Насеље је иницијално било замишљено као стамбено насеље високог стандарда, пре 1967. године.
Након политички бурне 1968. године пројекат је промењен и приступило се изградњи социјалног стамбеног блока.
Изградња блока је у потпуности завршена 1979. године. Пре изградње блока на том месту се налазила велика мочвара која је потом исушивана и засипана песком, да би се после на том месту изградио блок.

## Околина
У непосредној близини блока 30 налази се већи број значајних објеката. Западно од њега на свега неколико стотина метара, налази се Црква Светог великомученика Димитрија која још није у потпуности довршена, али је отворена за вернике и врши се служба. Источно од блока налази се палата Србија, простран објекат око кога се налазе бројни паркови и веома је привлачан за шетаче у летњим вечерњим сатима.
Са јужне стране налази се Београдска арена, место где су се одвијали многи важни музички и спортски догађаји, између осталог и финале европског првенства у кошарци 2005. године. Са североисточне стране налази се YUBC центар са већим бројем продавница, кафића, ресторана и пословница из разних бранши.
Постоје и два велика савремена тржна центра. Меркатор, којег дели само Булевар уметности и Ушће који се налази две аутобуске станице источно од блока. У близини блока налазе се предшколске установе, основне и средње школе, Универзитет Џон Незбит, као и Факултет драмских уметности

## Саобраћај
До блока се градским превозом које обезбеђује ГСП Београд може стићи аутобусима 
- линија 74 (Бежанијска Коса - Миријево).[3]
- линија 17 (Коњарник - Земун).[4]
- линија 68 (Блок 70 - Зелени венац).[3]
- линија 77 (Звездара - Бежанијска коса).[5]
- линија 65 (Звездара - Бежанијска коса).[6]
- линија 67 (Зелени венац - Блок 70а).[7]
- линија 71 (Зелени венац - Бежанија).[8]
- линија 72 (Зелени венац - Аеродром Никола Тесла).[9]
- линија 83 (Врачар - Земун).[9]
- линија 75 (Зелени венац - Бежанијска коса).[10]
- линија 16 (Павиљони - Карабурма).[11]
- линија 78 (Бањица - Земун).[12]

## Галерија
- булевар Михајла Пупина, 119–139
- булевар Михајла Пупина, 141